# Kasper Hap
Kasper (Gaspar) Hap (ur. 1567, zm. 26 czerwca 1619) – polski duchowny rzymskokatolicki, biskup pomocniczy poznański.

## Życiorys
Ok. 1600 wydał książkę O zborze heretyckim w Poznaniu rozsądek.
W latach 1608–1619 archidiakon śremski. 
14 maja 1618 papież Paweł V prekonizował go biskupem pomocniczym poznańskim oraz biskupem in partibus infidelium enneńskim. Brak informacji, kiedy i od kogo przyjął sakrę biskupią.
Pochowany w kolegiacie św. Marii Magdaleny w Poznaniu.